# هیو شلتون
هیو شلتون (انگلیسی: Hugh Shelton؛ زادهٔ ۲ ژانویهٔ ۱۹۴۲) ژنرال بازنشسه نیروی زمینی ایالات متحده آمریکا است، که در فاصله سال‌های ۱۹۹۷ تا ۲۰۰۱ به‌عنوان چهاردهمین رئیس ستاد مشترک نیروهای مسلح ایالات متحده آمریکا فعالیت می‌کرد.
شلتون فعالیت نظامی را از سال ۱۹۶۳ در نیروی زمینی آمریکا آغاز کرد، از ۱۹۹۱ تا ۱۹۹۳ فرماندهی لشکر ۸۲ام هوابرد را برعهده داشت، از ۱۹۹۳ تا ۱۹۹۴ فرمانده سپاه هجدهم هوابرد بود، از ۱۹۹۴ تا ۱۹۹۶ به‌عنوان فرمانده نیروهای ویژه نیروی زمینی آمریکا فعالیت می‌کرد و از ۱۹۹۶ تا ۱۹۹۷ فرماندهی عملیات ویژه ایالات متحده آمریکا را برعهده داشت.
وی در جنگ ویتنام، حمله ایالات متحده آمریکا به پاناما، جنگ خلیج فارس و جنگ علیه تروریسم حضور داشت و در سال ۲۰۰۱ از نیروهای مسلح آمریکا بازنشسته شد.